# Sunshine pop
Sunshine pop is een muziekstijl die midden jaren zestig ontstond in Californië en wordt gekenmerkt door meerstemmigheid, orkestratie en opgewektheid. Vaak is er een lichte invloed vanuit de psychedelische muziek te herkennen, hoewel het geen geestverruimende werking als doel heeft.
De stijl laat het wat dat betreft bij de warme en fantastische kanten van de psychedelische muziek, in het bijzonder in de composities van Brian Wilson, componist, bassist en zanger van The Beach Boys, en Phil Spector, een muziekproducent die zijn top kende in de jaren zestig en zeventig. Andere musici die sunshine pop (deels) in hun repertoire voerden, waren The Turtles, Peppermint Trolley Company, The Mamas and the Papas en The Lewis & Clarke Expedition (I feel good (I feel bad)).